# Hessischer Beauftragter für Datenschutz und Informationsfreiheit
Der Hessische Beauftragte für Datenschutz und Informationsfreiheit ist der Landesdatenschutzbeauftragte des Landes Hessen. Es handelt sich zum einen um eine unabhängige Oberste Landesbehörde mit Sitz in Wiesbaden. Seit der Neufassung des Hessischen Datenschutz-Informationsfreiheitsgesetzes im Jahr 2018 ist er auch der Landesinformationsfreiheitsbeauftragte für Hessen.
Als Hessischer Beauftragter für Datenschutz und Informationsfreiheit wird zugleich die Person bezeichnet, die das Amt des Landesdatenschutz- und Informationsfreiheitsbeauftragten ausübt. Seit dem 1. März 2021 ist dies Alexander Roßnagel.

## Aufgaben und Kompetenzen
Der Hessische Datenschutz- und Informationsfreiheitsbeauftragte wird auf Vorschlag der Landesregierung durch den Landtag für die Dauer von 5 Jahren gewählt (§ 9 HDSIG i. V. m. § 11 Abs. 1 HDSIG). Er ist unabhängig und keinen Weisungen der Landesregierung unterworfen (§ 8 HDSIG).
Der Hessische Datenschutz- und Informationsfreiheitsbeauftragte
- überwacht die Einhaltung der Vorschriften der Datenschutzregelungen bei öffentlichen und nichtöffentlichen Stellen in Hessen
- gibt Behörden, Ministerien und Unternehmen Empfehlungen zur Verbesserung des Datenschutzes
- sensibilisiert die Öffentlichkeit für die Risiken, Vorschriften, Garantien und Rechte im Zusammenhang mit der Verarbeitung personenbezogener Daten
- auf Anfrage jeder betroffenen Person Informationen über die Ausübung ihrer datenschutzrechtlichen Rechte
- befasst sich mit Beschwerden betroffener Personen über Verletzung datenschutzrechtlicher Vorschriften und gegebenenfalls der Festsetzung von Bußgeldern
- beobachtet die Auswirkungen der automatisierten Datenverarbeitung auf die Arbeitsweise von Behörden und Selbstverwaltungsgremien und weist auf mögliche Verschiebung in der Gewaltenteilung hin
- arbeitet mit dem Bundesdatenschutz- und Informationsfreiheitsbeauftragten und den anderen Landesdatenschutzbeauftragten in der Konferenz der unabhängigen Datenschutzbehörden des Bundes und der Länder sowie mit anderen europäischen Datenschutzstellen im Rahmen der Datenschutz-Grundverordnung zusammen

Er hat ein Auskunftsrecht gegenüber datenverarbeitenden Stellen und kann Beanstandungen den betreffenden Stellen sowie deren vorgesetzten Behörden vorlegen. Darüber hinaus hat er bei erheblichen Verstößen gegen das Datenschutzrecht auch eine umfangreiche Befugnis, Anordnungen zu treffen. Daneben hat er die Möglichkeit zur Festsetzung von Bußgeldern.
In seiner Funktion als Informationsfreiheitsbeauftragter
- unterstützt er Antragsteller auf Informationszugang in der Wahrnehmung ihrer Rechte
- arbeitet er mit dem Bundesdatenschutz- und Informationsfreiheitsbeauftragten sowie den anderen Landesinformationsfreiheitsbeauftragten in der Konferenz der Informationsfreiheitsbeauftragten in Deutschland zusammen.[1]

Dazu sind die auskunftspflichtigen Stellen verpflichtet, ihn bei seiner Arbeit zu unterstützen. Ihm sind dazu Auskunft zu konkreten Anträgen sowie Einsicht in betroffene Akten zu gewähren.
Seit Juli 2011 ist der Hessische Datenschutzbeauftragte für die Schufa verantwortlich im Sinne des Datenschutzrechtes (zuvor war das Regierungspräsidium Darmstadt zuständig).

### Eingaben
Jedermann kann sich mit Eingaben an den Hessischen Datenschutz- und Informationsfreiheitsbeauftragten wenden und Verletzungen seiner datenschutzrechtlichen oder informationsfreiheitsrechtlichen Rechte vortragen. Beschäftigte öffentlicher Stellen können sich ohne Einhaltung des Dienstweges an den Hessischen Datenschutz- und Informationsfreiheitsbeauftragten wenden.

### Gutachten und Tätigkeitsbericht
Ein wesentliches Instrument des Datenschutz- und Informationsfreiheitsbeauftragten, Missstände aufzudecken und Verbesserungen einzufordern ist gemäß § 15 Abs. 3 sowie § 89 Abs. 4 der jährlich dem Landtag vorzulegende Tätigkeitsbericht, zu dem die Landesregierung anschließend eine Stellungnahme abgibt. Der datenschutzrechtliche Teil des Berichts wird außerdem der Europäischen Kommission sowie dem Europäischen Datenschutzausschuss vorgelegt (§ 15 Abs. 3 S. 2). Des Weiteren kann der Datenschutz- und Informationsfreiheitsbeauftragte nach § 15 Abs. 1 im Auftrag von Landtag oder Landesregierung Gutachten zu datenschutzrechtlichen oder informationsfreiheitsrechtlichen Fragen erstellen.

## Rechtsgrundlagen
Die oben aufgeführten Aufgaben und Rechte im Bezug auf den Datenschutz sind im vierten Abschnitt des ersten Teils des Hessischen Datenschutz- und Informationsfreiheitsgesetzes (HDSIG) (§§ 8 ff.) beschrieben. Die Aufgaben und Rechte im Bezug auf die Informationsfreiheit sind im vierten Teil des Hessischen Datenschutz- und Informationsfreiheitsgesetzes (HDSIG) (§ 89) beschrieben. Weitere wesentliche Rechtsquellen sind das Bundesdatenschutzgesetz sowie die Datenschutz-Grundverordnung.

### Wiesbadener Erklärung
Bezugnehmend auf das gegen die Bundesrepublik Deutschland ergangene Urteil des Europäischen Gerichtshofs vom 9. März 2010 gaben die Fraktionen von CDU, FDP, SPD und Bündnis 90/Die Grünen anlässlich der Feierstunde zum vierzigjährigen Bestehen des Hessischen Datenschutzgesetzes am 8. Oktober 2010 die „Wiesbadener Erklärung“ ab. Darin bekundeten sie ihre Absicht, die Datenschutzaufsicht im privaten und im öffentlichen Bereich beim Hessischen Datenschutzbeauftragten zusammenzuführen.
Die hierfür erforderliche Änderung des Hessischen Datenschutzgesetzes wurde in der 75. Sitzung am 19. Mai 2011 beschlossen und trat zum 1. Juli 2011 in Kraft.

## Geschichte
Hessen war 1970 das erste Bundesland, das ein eigenes Landesdatenschutzgesetz verabschiedete. Im Jahr 1971 wurde mit Willi Birkelbach der erste Landesdatenschutzbeauftragte der Bundesrepublik Deutschland in sein Amt eingeführt.

## Amtsinhaber
1. Willi Birkelbach (9. Juni 1971 bis 18. Juni 1975)
2. Spiros Simitis (18. Juni 1975 bis 22. Oktober 1991)
3. Winfried Hassemer (22. Oktober 1991 bis 30. Mai 1996)
4. Rainer Hamm (30. Mai 1996 bis 29. Juni 1999)
5. Friedrich von Zezschwitz (29. Juni 1999 bis 30. September 2003)
6. Michael Ronellenfitsch (1. Oktober 2003 bis 28. Februar 2021)
7. Alexander Roßnagel (seit 1. März 2021)[9][10]